# Paul Ehrenfest
Paul Ehrenfest (18. ledna 1880 Vídeň – 25. září 1933 Amsterdam) byl rakouský fyzik a matematik, který přispěl k rozvoji kvantové mechaniky.

## Život
Pocházel ze židovské rodiny, jeho rodiče přišli do Vídně z moravských Loštic.
Od roku 1899 studoval ve Vídeňské univerzitě Technische Hochschule kde poslouchal mj. Boltzmannovy přednášky o „mechanické teorii tepelné energie“ tj. současné kinetické teorii plynů. Ve Vídni také pod Boltzmannovým vedením vypracoval a 23. června 1904 obhájil disertační práci nazvanou „Pohyb pevných těles v kapalinách a Hertzova mechanika“.
V roce 1901 přešel v rámci studia na univerzitu v Göttingenu. K profesorům, jejichž přednášky navštěvoval, patřili mj. matematici Felix Klein a David Hilbert, Abraham přednášející teorii elektromagnetického pole, dále Johannes Stark, Walther Nernst, Karl Schwarzschild a Ernst Zermelo. V Göttingenu se Ehrenfest seznámil se svou budoucí ženou, matematičkou ruského původu Taťánou Alexejevnou Afanasjevou. V roce 1911 spolu sepsali článek objasňující základy statistické mechaniky.
Později se stal nástupcem H. A. Lorentze na katedře teoretické fyziky v Leydenu. K jeho žákům patřil mj. Hendrik Casimir.
Se svou ženou měl čtyři děti, 2 dcery a 2 syny. Mladší syn Wassik byl postižený Downovým syndromem, což přispělo k Ehrenfestovým depresím. Nakonec, poté co zajistil, aby bylo postaráno o ostatní děti, Wassika zastřelil a pak sám spáchal sebevraždu.

## Vědecká práce
Většina Ehrenfestových teoretických článků se týká základů moderní fyziky. Jeho texty jsou známé svým jasným, srozumitelným stylem. Neměl rád abstrakce kvantových teorií podle Heisenberga nebo Diraca.  
K nejvýznamnějším Ehrenfestovým příspěvkům patří teorie adiabatických invariantů. Tento pojem je odvozen z klasické mechaniky a Ehrenfest pomocí něho objasnil některé metody modelu atomu Nielse Bohra (ačkoliv ze začátku Ehrenfest tento model neakceptoval). Teorie adiabatických invariantů (podle Ehrenfesta) představuje spojení mezi atomovou mechanikou a statistickou mechanikou. Hlavní příspěvek do kvantové fyziky je teorie fázových přechodů a Ehrenfestova věta, která říká, že očekávané hodnoty proměnných kvantového systému formálně sledují vzorce klasické mechaniky.  
Ehrenfestovým jménem se taky označuje jistý (stále diskutovaný) paradox speciální teorie relativity. Stojí za to seznámit se s pojmy Ehrenfestův čas, Ehrenfestův model, s jeho názory na rozměry našeho fyzického prostoru (od str. 73), atd. 

### Ocenění
Na jeho počest byl 18. června 2008 pojmenován asteroid hlavního pásu (32796) Ehrenfest, objevený 2. března 1990 belgickým astronomem E. W. Elstem na observatoři La Silla v Chile.